# Oligoryzomys microtis
Oligoryzomys microtis é uma espécie de roedor da família Cricetidae. Pode ser encontrada na Bolívia, Paraguai, Brasil e Peru.